# Kurt Conrad (Politiker)

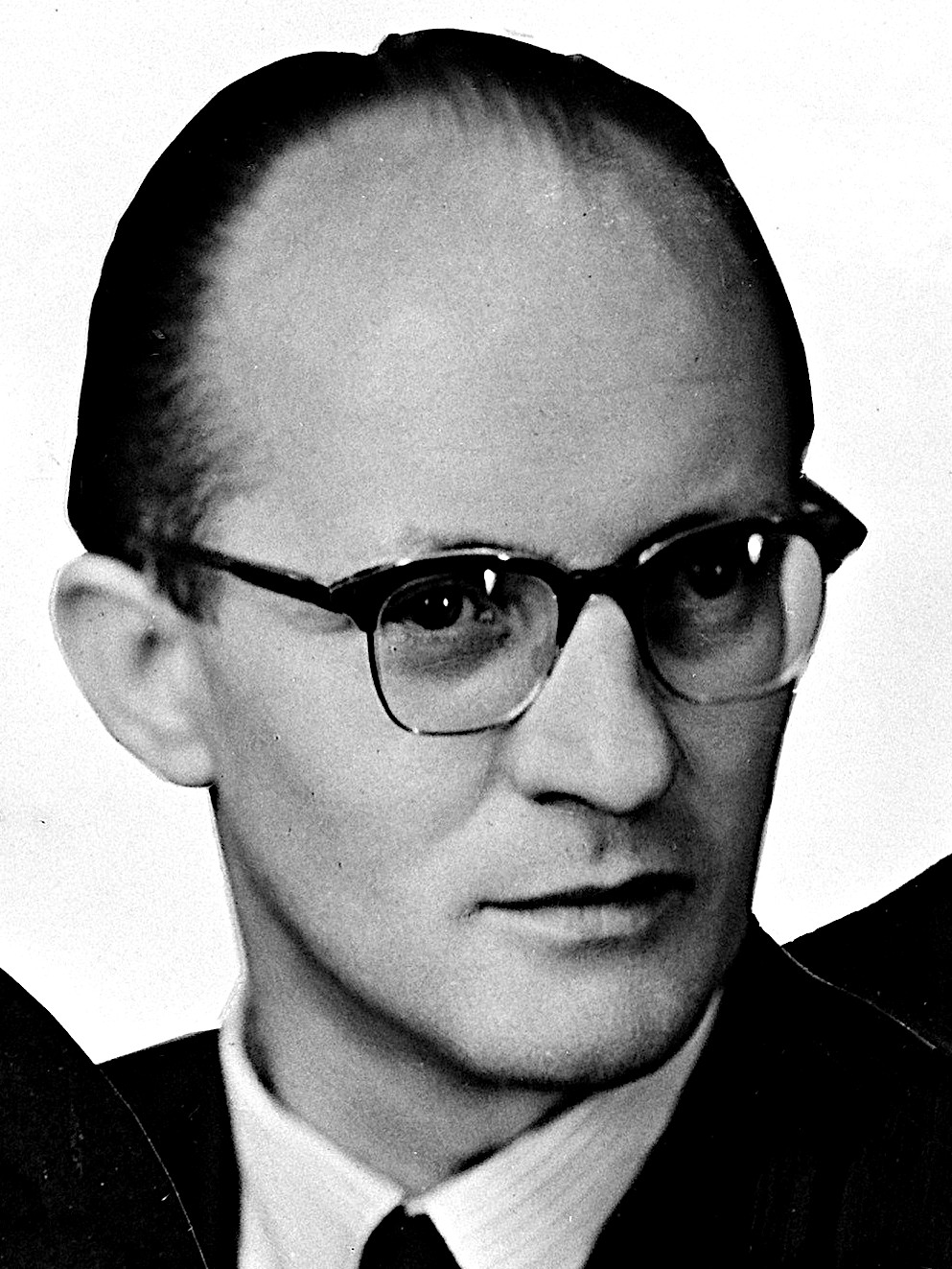
Kurt Conrad

Kurt Conrad (* 19. Oktober 1911 in Homburg; † 16. Juli 1982 ebenda) war ein deutscher Politiker der SPD im Saarland. Er war von zwischen 1947 und 1975 mehrmals Mitglied des saarländischen Landtages, von 1952 bis 1970 Landesvorsitzender der SPD Saarland, von 1956 bis 1957 Arbeitsminister, von 1957 bis 1959 Mitglied des Deutschen Bundestages, sowie von 1959 bis 1961 Innenminister des Saarlandes.

## Ausbildung und Beruf
Conrad, der evangelischer Konfession war, arbeitete nach einer Mechanikerlehre bis 1940 als Werkmeister. Ab 1940 nahm er als Soldat am Zweiten Weltkrieg teil, gegen dessen Ende er in Kriegsgefangenschaft geriet. Nach dem Krieg war er zunächst als Verwaltungsangestellter bei der Stadt Homburg beschäftigt. Später wurde er Beigeordneter für das Sozial- und Wohnungswesen der Stadt. Zuletzt war er bis 1956 daneben auch geschäftsführender Bürgermeister. Zudem war er 1955 kurzzeitig Verlagsleiter der Saarbrücker Allgemeinen Zeitung.

## Partei
Während des Völkerbundmandats war Conrad 1926 Vorsitzender der Sozialistischen Arbeiterjugend (SAJ) in Homburg und gehörte von 1929 bis 1935 der SPD im Saargebiet an.
Nach dem Krieg und der Wiederzulassung demokratischer Parteien im Saarland war er zunächst Mitglied der Sozialdemokratischen Partei des Saarlandes (SPS), als deren Kreissekretär von St. Ingbert und Homburg er fungierte. Er stand in innerparteilicher Opposition zur SPS-Führung um Richard Kirn, da er anders als dieser den Autonomiestatus des Saarlandes unter französischem Protektorat ablehnte. Im Mai 1952 initiierte er zusammen mit Friedrich Regitz die Gründung der Deutschen Sozialdemokratischen Partei (DSP) im Saarland, die sich anders als die SPS für die Rückgliederung des Saarlandes nach Deutschland aussprach und deshalb bis 1955 verboten war. Conrad wurde erster Vorsitzender der Partei. Der SPD-Bezirksvorstand Pfalz bot Conrad 1953 an, im Wahlkreis Pirmasens–Zweibrücken–Bergzabern (der auf rheinland-pfälzischer Seite an der Grenze zum Saarland lag) für den Deutschen Bundestag zu kandidieren. Da ihm in diesem Fall nach dem Staatsangehörigkeitsgesetz vom 10. Juli 1953 die Aberkennung der saarländischen Staatsbürgerschaft und die Ausweisung aus dem Saarland gedroht hätte, verzichtete er aber darauf.
Als die DSP 1955 zugelassen wurde, trat er auch offiziell für sie auf und beteiligte sich auf der Seite der „Heimatbundparteien“ (DSP/SPD, CDU und DPS) am Abstimmungskampf gegen das Europäische Statut für das Saarland. Die DSP wurde im November 1955 zum saarländischen Landesverband der bundesdeutschen SPD. Conrad stand dem SPD-Landesverband Saar bis 1970 vor.

## Abgeordneter
Conrad war von 1947 bis 1952, von 1955 bis 1957 und von 1960 bis 1975 Mitglied im Landtag des Saarlandes. Von 1961 bis 1970 und 1971 bis 1973 war er dort Vorsitzender der SPD-Fraktion. 
Von 1957 bis zu seiner Mandatsniederlegung am 20. Juli 1959 gehörte Conrad dem Deutschen Bundestag an, wo er den Wahlkreis Homburg vertrat. Vom 29. Oktober 1957 bis zum 25. Februar 1959 war er auch Mitglied des Europaparlamentes.

## Öffentliche Ämter
Vom 10. Januar 1956 bis zum 13. Oktober 1957 war Conrad Minister für Arbeit und Wohlfahrt des Saarlandes in den Kabinetten Ney und Reinert I sowie vom 26. Februar 1959 bis 17. Januar 1961 Innenminister in den Kabinetten  Reinert II und Röder I.

## Ehrungen
- 1966: Großes Verdienstkreuz mit Stern und Schulterband der Bundesrepublik Deutschland
- 1975: Saarländischer Verdienstorden[3]
- Die Marie-Juchacz-Plakette der Arbeiterwohlfahrt wurde ihm 1969 verliehen.